# キタノオー
キタノオー（1953年5月15日 - 1958年10月14日）は、日本の競走馬。
1955年に中央競馬でデビュー。同年の朝日盃3歳ステークスを制し、最優秀3歳牡馬に選出される。翌年のクラシック三冠戦線ではヘキラク、ハクチカラと共に「三強」に数えられ、三冠最終戦の菊花賞に優勝。年末の第1回中山グランプリ（有馬記念）ではファン投票1位に選出されて2着となり、当年最優秀4歳牡馬となった。1957年には天皇賞（春）に優勝したものの、翌1958年秋に急性肺炎のため現役のまま死亡した。通算29戦16勝。
血統の一部が不詳な「サラブレッド系種」の名ファミリー・バウアーストック系の代表的名馬である。兄に中山大障害（春）優勝馬アシガラヤマ、妹に朝日杯3歳ステークス優勝馬キタノヒカリ、弟に菊花賞優勝馬キタノオーザなど近親には数々の活躍馬がいる。
※以下、馬齢は2000年以前に日本で使用された数え年で統一して記述する。

## 経歴

### 生い立ち
1953年、北海道浦河町・武田重四郎の生産。牧場はアラブ馬の生産を主としており、本馬はこの年唯一生まれた「サラブレッド」であった。父トサミドリは1949年に皐月賞と菊花賞のクラシック二冠を制し、後に種牡馬として数々の活躍馬を出し殿堂入りも果たすことになるが、本馬はその初年度産駒である。母バウアーヌソルは競走名を「ハレヤカ」という不出走馬であったが、祖母バウアーストックは1926年にオーストラリアから輸入された通称「豪サラ」で、平地で12勝、障害で10勝の計22勝を挙げた活躍馬であった。ただし血統書がなかったことから、品種は詳細な血統証明が求められるサラブレッドではなく「豪洋（注：「豪州産洋種」の略）」として登録された。このため、当時のバウアーストックの子孫もサラブレッドに準ずる扱いの「サラブレッド系種」として登録されることになった。
競走年齢の3歳に達した1955年、久保田金造厩舎に入る。騎手は久保田厩舎所属の若手騎手・勝尾竹男（のち伊藤と改姓）が務めることになった。竹男はデビュー前に騎乗した際の印象について「キタノオーと比較すると、それまで乗っていた馬は同じ四足でも豚同然。車ならポンコツだった。そこへいくとキタノオーは超一級の外車。この馬で大きいレースを勝てないようでは男がすたると思った」と述べている。

### 戦績

#### 3歳時（1955年）
8月13日、札幌開催の条件戦でデビューし初戦勝利を挙げる。続く札幌ステークス2着、オープン戦勝利を経て、11月の優勝戦でハクチカラと初対戦。同馬は名門・ヤシマ牧場において、名牝系とされる星旗系から産まれ、好馬体を備え、当時の東京優駿（日本ダービー）1着賞金を上回る価格で取引され、当代一の尾形藤吉厩舎で管理されていた。この競走でキタノオーはハクチカラに敗れての3着となったが、その後2連勝し12月には関東の3歳王者戦・朝日盃3歳ステークスに臨んだ。当日は再び顔を合わせたハクチカラが圧倒的な1番人気に支持され、キタノオーは離れた2番人気であった。スタートが切られると、勝尾キタノオーは先頭に立ったハクチカラを見る形でレースを進め、最後の直線では同馬を追走して競り合い、4分の3馬身退けての優勝を果たした。当年、キタノオーは啓衆社選定の最優秀3歳牡馬となった。

#### 4歳時（1956年）
その後、休養に入ったキタノオーは、翌1956年3月に復帰。緒戦のオープン戦を制し、続くスプリングステークスではハクチカラと共に「尾形三羽烏」と評されたホマレモン、ケンセイを退けて勝利した。続くオープン戦では59kgという負担重量もあり3着と敗れたが、さして評価を落とすことはなく、4月22日、クラシック初戦・皐月賞を迎えた。当年は例年開催の中山競馬場が改築中のため、東京競馬場で行われた。キタノオーは「勝利の確率は80％以上」とも評され、ハクチカラを大きく離しての1番人気に推されていたが、外枠不利といわれる東京競馬場・2000メートルという舞台で、16頭立ての15番枠に入った。スタートが切られると勝尾キタノオーは強引に好位をとってレースを進め、最後の直線で先頭に立った。しかし前半のレース運びが響いて脚が上がり、最後は7番人気の伏兵・ヘキラクに差されて1馬身4分の1差の2着と敗れた。ハクチカラは12着と大敗した。同馬はのちに若い馬手（厩務員）が尾形の許可なく整腸剤を投与して調子を崩していたことが判明し、馬手が交代されたうえで立て直しが図られた。
その後、キタノオーは二冠目の日本ダービーを見据えてNHK杯に出走。再戦したヘキラクを難なく退け、2分4秒4というレコードタイムで勝利した。6月3日に迎えた日本ダービーでは1番人気に支持されるも、枠順は皐月賞に続き外枠の25番枠であった。ヘキラクは22番枠、3番人気のハクチカラは4番枠だった。スタートが切られると第1コーナーでキタノオーとヘキラクは内側へ向けて急激に斜行し、煽りを受けた2頭が落馬。それを過ぎるとハクチカラ先頭、キタノオー2番手、ヘキラク4番手と続く形となった。ハクチカラは道中で位置を下げてキタノオーは3～4番手、ハクチカラは6番手前後で進んだが、最終コーナーでハクチカラは馬場内側を突いて一気に抜け出し、キタノオーはこれを追走するも3馬身およばず2着に終わった。竹男は「絶好調だった。敗因は、馬場状態と大外枠の不利だ。ハクチカラの枠からスタートしていれば勝てていただろう」と語ったが、後年には「キタノオーはダービーに勝てる馬だった。あのころは、俺もコチンコチンになっていたし、考えて乗るだけの余裕がなかった」と述懐している。なお、キタノオーとヘキラクの煽りを受けて競走を中止したエンメイは骨折して安楽死処分、騎手の阿部正太郎も重傷を負って最終的に引退へ追い込まれ、この競走後には事故防止委員会が開かれ、レースの流れを監視するパトロールタワー設置などが実施される契機ともなった。
夏の休養を経て、秋緒戦の毎日王冠では4着と敗れたが、続くセントライト記念では前走敗れた牝馬フェアマンナやハクチカラらを退けて勝利。その後、クラシック三冠最終戦の菊花賞に備えて西下し、京都特別で62kgという斤量を負いミナトリュウ（56kg）の2着という成績を経て、菊花賞に臨んだ。1番人気に支持されたキタノオーは、後方待機策から最後の直線で逃げ込みを図るトサモアーを一気に差しきり、クラシック最後の一冠を制した。
続くオープン戦の勝利を経た年末、キタノオーは改築なった中山競馬場において、この年創設された第1回中山グランプリに出走。これはときの日本中央競馬会理事長・有馬頼寧の肝煎りでつくられた、ファン投票で出走馬を選定するオールスター競走であり、キタノオーは6143票を集め、競走史上最初の第1位選出馬となった。出走馬はキタノオー、ハクチカラ、ヘキラク、フェアマンナといった4歳クラシック優勝馬のほか、八大競走2勝のメイヂヒカリ、同3勝のダイナナホウシュウ、オーストラリア産の天皇賞優勝馬ミッドファームらが顔を揃え、12頭中7頭が八大競走優勝馬という顔触れは「史上空前の豪華メンバー」といわれた。当日はファン投票で12票差の2位だったメイヂヒカリが単勝オッズ1.3倍の1番人気に支持され、キタノオーは2番人気となった。レースではダイナナホウシュウが逃げた後方でメイヂヒカリと並んで4～5番手を進んだが、最後の直線では同馬に突き放された。しかし2着争いからは確実に抜け出し、メイヂヒカリから3馬身半差、ミッドファームに2馬身差をつけての2着となった。メイヂヒカリからは離されたが同馬はこれを最後に引退、ハクチカラは5着、ヘキラクは最下位12着となり、キタノオーが次代の最強馬候補との印象をアピールすることになった。

#### 5－6歳時（1957－1958年）
春まで休養したキタノオーは、3月に目黒記念（春）で復帰。年頭から出走を続けていたハクチカラも出走したが、当日は休養明け、ハクチカラより2kg重い63kgという斤量がかさなりつつも、キタノオーが1番人気に推された。しかしレースはハクチカラが勝利し、キタノオーは同馬から約2馬身差の5着と敗れた。のちキタノオーは西下し、オープン競走を楽勝したのち、4月29日に天皇賞（春）へ出走。「キタノオーが完調ならば秋の天皇賞へ」という陣営が続出し、当日は7頭立ての小頭数でハクチカラも不在であった。レースでは1番人気に応え、3分21秒3のレコードタイムで八大競走2勝目を挙げた。
オープン競走勝利を経て夏を休養に充て、10月に出走したオールカマーではハクチカラに加え、当時「アラブの怪物」の異名を取ったアングロアラブのセイユウとも顔を合わせた。負担重量はキタノオー64kg、ハクチカラ65kgであった。レースでは逃げを打ったセイユウが第3コーナーまで飛ばしていたが、ほぼ同時にスパートをかけたキタノオーとハクチカラがこれをかわして競り合った末、キタノオーが半馬身先着して勝利した。
続く目黒記念（秋）では前走とは逆にキタノオー65kg、ハクチカラ64kgという負担重量となり、結果もそのまま入れ替わってハクチカラが半馬身差で勝利した。その後、ハクチカラはキタノオーに出走資格のなかった天皇賞（秋）を制覇。両馬は当年中山グランプリから改称された年末の有馬記念で雌雄を決するとみられ、一般にはキタノオーが優勢であろうと見られていたが、キタノオーは直前になって故障のため休養に入り、対決は幻に終わった。有馬記念はハクチカラが単勝1.0倍という人気に応えて優勝している。両馬の対戦成績はキタノオー6勝、ハクチカラ4勝という結果となった。
1958年以降、ハクチカラはアメリカへの長期遠征を敢行。春に復帰したキタノオーは緒戦のオープン戦こそ勝利したものの、続く東京盃では格下とみられたメンバーを相手に2着と敗れた。1カ月後のオープン戦でも前年の菊花賞優勝馬ラプソデーに敗れ、これが最後の出走となった。
夏を休養に充てていたキタノオーは、秋になり北海道から中山競馬場への輸送途中に急性肺炎を発症し、10月14日に死亡した。6歳没。翌1959年2月23日、アメリカで出走を続けていたハクチカラは通算11戦目のワシントンバースデーハンデキャップに優勝し、日本馬として初めて国外の重賞競走優勝馬となった。またハクチカラは1984年にJRA顕彰馬に選出され殿堂入りしたが、選考委員を務めていた大川慶次郎は「個人的な意見を言わせてもらえば、キタノオーの方が一枚上だったかもしれません」と評し、「ハクチカラとキタノオーも、ペアで殿堂に入れるべきだったかなと思いますね。殿堂馬に入ったことで、ハクチカラを語る人は今後も多いと思いますが、キタノオーを語る人は少ないでしょう」と述べている。2000年に日本中央競馬会の広報誌『優駿』が選出した「20世紀のベストホース100」には、ハクチカラと共に名を連ねている。

## 競走成績
| 年月日 | 年月日 | 年月日 |      | レース名             | 頭数 | 人気 | 着順 | 距離（状態） | タイム  | 騎手     | 斤量 | 勝ち馬/（2着馬）     |
| 1955   | 8.     | 13     | 札幌 | 三歳                 | 3    | 1    | 1着  | 900m（良）   | 55.2    | 勝尾竹男 | 51   | （グンザン）         |
|        | 8      | 21     | 札幌 | 札幌ステークス       | 7    | 4    | 2着  | 1200m（不）  |         | 勝尾竹男 | 51   | トサタケヒロ         |
|        | 10.    | 29     | 中山 | 三歳                 | 8    | 3    | 1着  | 1000m（不）  | 1:02.1  | 勝尾竹男 | 51   | （チカラボシ）       |
|        | 11.    | 6      | 中山 | 三歳馬優勝           | 6    | 2    | 3着  | 1100m（良）  |         | 勝尾竹男 | 51   | ハクチカラ           |
|        | 11.    | 20     | 東京 | 三歳                 | 5    | 1    | 1着  | 1000m（良）  | 1:00.4  | 勝尾竹男 | 52   | （トツカン）         |
|        | 11.    | 27     | 東京 | 三歳特別             | 5    | 1    | 1着  | 1200m（重）  | 1:14.4  | 勝尾竹男 | 53   | （ヘキラク）         |
|        | 12.    | 11     | 中山 | 朝日盃三歳ステークス | 11   | 2    | 1着  | 1100m（良）  | 1:05.4  | 勝尾竹男 | 52   | （ハクチカラ）       |
| 1956   | 3.     | 10     | 東京 | 四歳                 | 8    | 2    | 1着  | 1800m（良）  | 1:53.1  | 勝尾竹男 | 57   | （ケンセイ）         |
|        | 3.     | 21     | 東京 | スプリングステークス | 6    | 1    | 1着  | 1600m（重）  | 1:42.1  | 勝尾竹男 | 57   | （ホマレモン）       |
|        | 4.     | 7      | 東京 | 四歳                 | 4    | 1    | 3着  | 1600m（良）  |         | 勝尾竹男 | 59   | トサタケヒロ         |
|        | 4.     | 22     | 東京 | 皐月賞               | 16   | 1    | 2着  | 2000m（良）  |         | 勝尾竹男 | 57   | ヘキラク             |
|        | 5.     | 5      | 東京 | NHK盃                | 13   | 1    | 1着  | 2000m（良）  | R2:04.4 | 勝尾竹男 | 57   | （ヘキラク）         |
|        | 6.     | 3      | 東京 | 東京優駿             | 27   | 1    | 2着  | 2400m（重）  |         | 勝尾竹男 | 57   | ハクチカラ           |
|        | 9.     | 23     | 東京 | 毎日王冠             | 10   | 4    | 3着  | 2500m（良）  | 2:39.2  | 勝尾竹男 | 59   | フェアマンナ         |
|        | 10.    | 7      | 東京 | セントライト記念     | 8    | 1    | 1着  | 2400m（良）  | 2:33.4  | 勝尾竹男 | 59   | （ミナトリュウ）     |
|        | 11.    | 4      | 京都 | 京都特別             | 12   | 2    | 2着  | 2200m（稍）  | 2:19.3  | 勝尾竹男 | 62   | ミナトリュウ         |
|        | 11.    | 19     | 京都 | 菊花賞               | 14   | 1    | 1着  | 3000m（良）  | 3:09.3  | 勝尾竹男 | 57   | （トサモアー）       |
|        | 12.    | 16     | 中山 | 四歳以上             | 5    | 1    | 1着  | 1700m（良）  | 1:48.1  | 新関力   | 61   | （グランドトーキー） |
|        | 12.    | 23     | 中山 | 中山グランプリ       | 12   | 3    | 2着  | 2600m（良）  | 2:43.4  | 勝尾竹男 | 54   | メイヂヒカリ         |
| 1957   | 3.     | 24     | 東京 | 目黒記念（春）       | 8    | 2    | 5着  | 2500m（良）  | 2:37.1  | 勝尾竹男 | 63   | （ハクチカラ）       |
|        | 4.     | 13     | 京都 | 五歳以上             | 3    | 1    | 1着  | 1800m（良）  | 1:56.2  | 柴田富夫 | 65   | （ツキシマ）         |
|        | 4.     | 29     | 京都 | 天皇賞（春）         | 7    | 1    | 1着  | 3200m（良）  | R3:21.1 | 勝尾竹男 | 58   | （ホマレモン）       |
|        | 6.     | 16     | 中山 | 五歳以上             | 4    | 1    | 1着  | 1700m（重）  | 1:45.3  | 柴田富夫 | 63   | （ヤマトチカラ）     |
|        | 10.    | 13     | 中山 | 四歳以上             | 5    | 2    | 3着  | 1800m（良）  | 1:53.3  | 柴田富夫 | 64   | ユウセイ             |
|        | 10.    | 20     | 中山 | オールカマー         | 8    | 1    | 1着  | 2000m（重）  | 2:04.4  | 勝尾竹男 | 64   | （ハクチカラ）       |
|        | 11.    | 3      | 東京 | 目黒記念（秋）       | 6    | 1    | 2着  | 2600m（良）  | 2:45.2  | 勝尾竹男 | 65   | ハクチカラ           |
| 1958   | 4.     | 12     | 中山 | 五歳以上             | 5    | 1    | 1着  | 1800m（良）  | 1:53.1  | 柴田富夫 | 63   | （ユウセイ）         |
|        | 5.     | 3      | 東京 | 東京杯               | 6    | 1    | 2着  | 2400m（稍）  | 2:30.1  | 伊藤竹男 | 59   | ミツル               |
|        | 6.     | 14     | 中山 | 四歳以上             | 5    | 2    | 2着  | 1700m（良）  | 1:44.0  | 柴田富夫 | 53   | ラプソデー           |

1. 出典：『日本の名馬』、『日本の名馬・名勝負物語』。各競走名は前者に準じている。
2. 競走名太字は八大競走。
3. タイム欄Rはレコードタイムを表す。

## 血統表

### 血統背景
祖母バウアーストックの血統は公には不詳であるが、『オーストラリアン・スタッドブック』第14巻に記載がある父Baverstock、母Frivolityの「Brown Meg」というサラブレッド牝馬と同一馬との見方がある。この説に拠ればバウアーストックは輸入時に父親の名前をつけられたということになる。Brown Megは繁殖牝馬となっている可能性も高いが、オーストラリアやニュージーランドの血統書にはそれ以降名前が現れない。ただしBrown Megの生年は1922年で、日本で登録されたバウアーストックの1923年とは齟齬があり、また当時の日本ではスタッドブックを開いて名前を適当に借用するということも行われていたとされ、バウアーストックとBrown Megが同一馬であるとする確実な証拠はない。仮にバウアーストックがBrown Megであるとすれば、シドニーカップ優勝馬ブロードアローやニュージーランド・セントレジャー優勝馬チューダープリンスが出ている牝系に属する。
キタノオーに限らず、サラブレッド系種で活躍した牡馬は総じて種牡馬としては不遇を託った。多数生まれる産駒がすべてサラブレッド系種となってしまうためである。キタノオーは競走馬として現役のまま死んだが、仮に種牡馬となっていた場合の可能性について宇佐美恒雄は次のように述べた。
| キタノオーの血統            | キタノオーの血統                             | キタノオーの血統   | （血統表の出典）   | （血統表の出典） |
| 父系                        | ブランドフォード系                           | ブランドフォード系 | ブランドフォード系 | [ § 2 ]          |
| 父 トサミドリ 1946 鹿毛     | 父の父* プリメロ Primero 1931 鹿毛           | Blandford          | Swynford           | Swynford         |
| 父 トサミドリ 1946 鹿毛     | 父の父* プリメロ Primero 1931 鹿毛           | Blandford          | Blanche            |                  |
| 父 トサミドリ 1946 鹿毛     | 父の父* プリメロ Primero 1931 鹿毛           | Athasi             | Farasi             | Farasi           |
| 父 トサミドリ 1946 鹿毛     | 父の父* プリメロ Primero 1931 鹿毛           | Athasi             | Athgreany          |                  |
| 父 トサミドリ 1946 鹿毛     | 父の母* フリッパンシー Flippancy 1924 黒鹿毛 | Flamboyant         | Tracery            | Tracery          |
| 父 トサミドリ 1946 鹿毛     | 父の母* フリッパンシー Flippancy 1924 黒鹿毛 | Flamboyant         | Simonath           |                  |
| 父 トサミドリ 1946 鹿毛     | 父の母* フリッパンシー Flippancy 1924 黒鹿毛 | Flip               | Robert Le Diable   | Robert Le Diable |
| 父 トサミドリ 1946 鹿毛     | 父の母* フリッパンシー Flippancy 1924 黒鹿毛 | Flip               | Snip               |                  |
| 母 バウアーヌソル 1938 鹿毛 | 母の父* トウルヌソル Tournesol 1922 鹿毛     | Gainsborough       | Bayardo            | Bayardo          |
| 母 バウアーヌソル 1938 鹿毛 | 母の父* トウルヌソル Tournesol 1922 鹿毛     | Gainsborough       | Rosedrop           |                  |
| 母 バウアーヌソル 1938 鹿毛 | 母の父* トウルヌソル Tournesol 1922 鹿毛     | Soliste            | Prince William     | Prince William   |
| 母 バウアーヌソル 1938 鹿毛 | 母の父* トウルヌソル Tournesol 1922 鹿毛     | Soliste            | Sees               |                  |
| 母 バウアーヌソル 1938 鹿毛 | 母の母* バウアーストック 1922                | （不詳）           | （不詳）           | （不詳）         |
| 母 バウアーヌソル 1938 鹿毛 | 母の母* バウアーストック 1922                | （不詳）           | （不詳）           |                  |
| 母 バウアーヌソル 1938 鹿毛 | 母の母* バウアーストック 1922                | （不詳）           | （不詳）           | （不詳）         |
| 母 バウアーヌソル 1938 鹿毛 | 母の母* バウアーストック 1922                | （不詳）           | （不詳）           |                  |
| 出典                        | 1. 2.                                        | 1. 2.              | 1. 2.              | 1. 2.            |